# Wirtschaftswoche

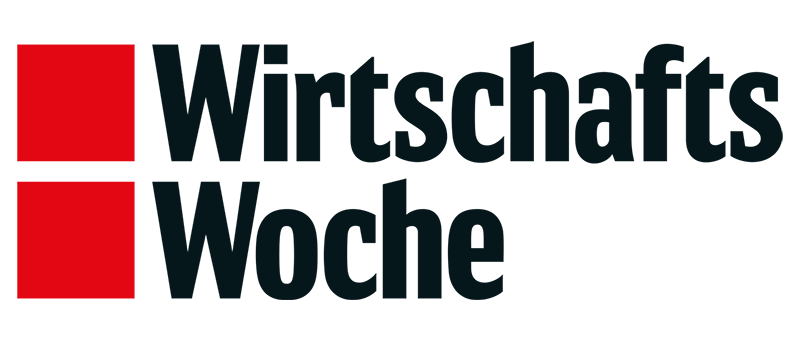
Logotype du journal

Wirtschaftswoche est un magazine hebdomadaire d'affaires allemand.
Pendant la semaine du 5 décembre 2008, deux de ses reporters ont obtenu de l'information, acquise illégalement, touchant 1,2 million de comptes bancaires allemands,.

## Journalistes et anciens journalistes
- Wolfgang Zdral